# بقایای کاخ ساسانی (کوهدشت)
بقایای کاخ ساسانی مربوط به دوره ساسانیان است و در شهرستان کوهدشت، جاده خرم‌آباد، نزدیک روستای رحمان واقع شده و این اثر در تاریخ ۳۰ تیر ۱۳۴۹ با شمارهٔ ثبت ۸۹۹ به‌عنوان یکی از آثار ملی ایران به ثبت رسیده است.